# Недайвода, Анатолий Константинович
Анатолий Константинович Недайвода (р. 16.04.1938) — руководитель работ по созданию и испытаниям ракетно-космической техники, доктор технических наук, профессор, заслуженный деятель науки РФ.

## Биография
Родился 16.04.1938 в селе Приазовье Приазовского района Запорожской области.
Окончил физико-технический факультет Днепропетровского государственного университета (1961). Работал на Воронежском машиностроительном заводе (КБ «Химавтоматика»), затем — в Министерстве общего машиностроения СССР.
С 1965 г. в КБ «Салют», генеральный конструктор КБ — заместитель генерального директора ГКНПЦ (1994—2004).
В течение более 20 лет был техническим руководителем по подготовке и пускам ракет-носителей «Протон». Руководил заводскими и лётными испытаниями первых транспортных кораблей снабжения космического комплекса «Алмаз», модернизацией и разработкой ракет-носителей «Протон-М», «Рокот», «Ангара», разгонных блоков «Бриз-К», «Бриз-М».

## Награды и звания
Доктор технических наук, профессор.
Дважды лауреат премии Правительства РФ (1996, 2003), лауреат Государственной премии им. Маршала Советского Союза Г. К. Жукова (2003). Заслуженный деятель науки РФ, награждён орденами Знак Почёта (1980), Почёта (2002). Удостоен Благодарности Президента Российской Федерации (1998).

## Сочинения
- Теоретические основы натурной отработки ракет-носителей / А. К. Недайвода. — СПб. : Политехника, 1996. — 255 с. : ил.; 22 см; ISBN 5-7325-0422-2
- Факторы и условия полета ракетной и космической техники : учеб. пособие / Анатолий К. Недайвода, Анатолий М. Шолом ; Моск. гос. авиац. технол. ун-т. им. К. Э. Циолковского. — М. : [Изд-во МГАТУ], 1995. — 266 с. : ил. — В надзаг.: Моск. гос. авиац. технол. ун-т. им. К. Э. Циолковского. — Библиогр.: с. 263. — 400 экз.